# The Faith Healer
Pour les articles homonymes, voir The Faith Healer (homonymie).
Pour plus de détails, voir Fiche technique et Distribution.
The Faith Healer est un film muet américain réalisé par George Melford, sorti en 1921.
Il s'agit d'une adaptation cinématographique de la pièce de William Vaughn Moody (en) portant le même titre, créée à Broadway le 19 janvier 1910,.

## Fiche technique
- Titre : The Faith Healer
- Réalisation : George Melford
- Scénario : Z. Wall Covington, Mrs. William Vaughn Moody d'après la pièce de William Vaughn Moody (en)
- Photographie : Harry Perry
- Producteur :
- Société de production : Famous Players-Lasky Corporation
- Société de distribution : Famous Players-Lasky Corporation (États-Unis), Paramount Pictures
- Pays de production :  États-Unis
- Langue : film muet avec les intertitres en anglais américain
- Métrage : 1 934 m (7 bobines)
- Format : Noir et blanc — 35 mm — 1,33:1 — Muet
- Genre : Film dramatique
- Durée : 70 minutes (1 h 10)
- Dates de sortie : 
  - États-Unis : 13 mars 1921

## Distribution
- Milton Sills : Michaelis
- Ann Forrest : Rhoda Williams
- Fontaine La Rue : Mary Beeler
- Frederick Vroom : Matthew Beeler
- Loyola O'Connor : Mae Giraci
- Mae Giraci : Little Annie
- John Curry : Oncle Abe
- Adolphe Menjou : Dr. Littlefield
- Edward Vroom : Dr. Sanchez
- Mabel Van Buren : Madame Langlois
- Robert Brower : Dr. Martin
- Winifred Greenwood : Une mère